# 路易吉·巴尔贝西诺
路易吉·巴尔贝西诺（義大利語：Luigi Barbesino，1894年5月1日—1941年4月20日），意大利男子足球运动员，司职中场。他曾代表意大利国奥队参加1912年夏季奥林匹克运动会足球比赛，获得第九名。